# 石巻市立石巻小学校
石巻市立石巻小学校（いしのまきしりついしのまきしょうがっこう）は宮城県石巻市にある市立の小学校。

## 概要
石巻市立石巻小学校は1873年6月4日に第七学区第二中学区第八十一小学区石巻小学校として開校した学校で2011年3月11日の東日本大震災にて被災した。
2020年10月14日現在は児童310名・14学級を擁する学校となった。
- 学校だよりとして"みずのわ"を発刊しており、公式サイトで閲覧可能である[3]。

### 校訓五箇条
石巻尋常高等小学校の第11代校長である錦織玄三郎氏が1906年（明治39年）に制定した校訓五箇条とは以下の通りである。
- 一.げんきよくせよ
- 一.まじめにせよ
- 一.ひとりでせよ
- 一.よくこらえよ
- 一.しかとおぼえよ

### 当校教員注意要項
石巻尋常高等小学校の第11代校長である錦織玄三郎氏が1909年（明治42年）に制定した当校注意要項とは以下の通りである。
- 1:手ぶらで教えよ。
- 2:對（対）話的に教えよ。
- 3:少しつつ教えよ。
- 4:劣等性を愛せよ。
- 5:教育のために勤めよ。
- 6:先整頓して始めよ。
- 7:躾方を先にせよ。
- 8:言葉遣を丁寧にせよ。
- 9:洒掃應對（応対）を實（実）地に教えよ。
- 10:児童と遊べ。
- 11:全校に目を注げ。
- 12:級風を作れ。
- 13:自己の缺點（欠点）短所を知れ。
- 14:品格を保て。
- 15:舊（旧）習に泥（なず）むな。
- 16:児童にまけるな。
- 17:事務は第二にせよ。

## 沿革
- 1873年（明治6年）
  - 6月4日 - 第七学区第二中学区第八十一小学区石巻小学校として開校[5]
- 1886年（明治19年）- 小学校令の発布により石巻高等尋常小学校に改称
- 1887年（明治20年）
  - 9月28日 - 大火で当時の校舎が類焼したため永巌寺・寿福寺・広済寺に児童を分散収容させ、私立義一学校（住吉）一府九県聯合水産共進会場（中瀬）を購入、仮校舎に決定
- 1891年（明治24年）
  - 11月29日 - 校舎新築落成、現在の位置に移転
- 1892年（明治25年）
  - 7月1日 - 湊・門脇の各分教場が分離・独立して各尋常小学校と改称
- 1901年（明治34年）
  - 8月27日 - 住吉分教場を住吉尋常小学校と改め、独立
- 明治40年4月1日 - 小学校令の改正により石巻尋常高等小学校と改称[5]
- 1923年（大正12年）
  - 2月 - 校旗・児童帽章制定
- 1933年（昭和8年）
  - 11月4日 - 校歌制定[5]
- 1936年（昭和11年）
  - 5月28日 - 講堂落成
- 1941年（昭和16年）
  - 4月1日 - 国民学校令が公布され石巻国民学校と改称
- 1947年（昭和22年）
  - 4月1日 - 新学制より、石巻市立石巻小学校に改称
  - 8月6日 - 昭和天皇の行幸（昭和天皇の戦後巡幸）[6]の際、校庭が市民奉迎場となる[7]。
- 1951年（昭和26年）
  - 3月13日 - 完全給食開始
- 1962年（昭和37年）
  - 10月12日 - 校舎改築
- 1964年（昭和39年）
  - 8月15日 - プール落成
- 1968年（昭和43年）
  - 2月22日 - 校舎改築竣工（現校舎）
- 1971年（昭和46年）
  - 4月1日 - 特殊学級（促進学級）設置
- 1974年（昭和49年）
  - 3月10日 - 校門竣工
- 1978年（昭和53年）
  - 6月12日 - 宮城県沖地震により若干の被害、児童の死傷者はなし
- 1985年（昭和60年）
  - 6月4日 - 校歌碑建立
  - 7月28日 - 全国少年少女リレー大会に県代表として出場
- 1992年（平成4年）
  - 9月21日 - ランチルーム竣工[5]
- 2004年（平成16年）
  - 4月1日 - 公式ホームページ開設、のちにこのホームページはホームページ大賞を受賞
- 2005年（平成17年）
  - 3月31日 - 校訓五箇条の復活を決定
- 2011年（平成23年）
  - 3月11日 - 東日本大震災により被災
- 2020年（令和2年）
  - 3月 - 新型コロナウイルスの世界的流行をうけて一時休校

## 東日本大震災

### 被害
校舎・備品等が一部破損、地震に伴う大津波の影響で校舎1階が浸水した。

### 当日の出来事

#### 震災直後
- 地鳴りとともに立っていることができない・本棚やロッカーが動くといった程度の強い揺れが3分以上にわたって発生。
- 蛍光灯は大きく揺れた後に停電。
- 泣き叫ぶ児童がいた。
- 教師・児童は避難口の確保及び机の下に隠れるといった適切な処置を行った。
- その後、児童らを防寒させつつ校庭に避難。なお、その間も揺れは続いており、さらに雪が強く降っていた。
- 児童訓練同様に整列させる。
- 揺れも収まりサイレンが至る所から聞こえる。教師達は臨時打ち合わせを行い、児童を保護者に引き渡す準備を進める。
- 避難してきた地域住民らを講堂へ案内する。
- 児童を保護者に引き渡す。

#### 15:10頃
- 大津波警報が出されたため、生徒を全員2階以上へ避難させる。
- 児童要録等の書類を運び出す。

#### 16:00頃
- 校庭が浸水し、車・家屋等が流れてくる。
- 校舎1階が浸水する。
- 立町・中央・門脇方面が津波の被害が大きく壊滅、日和山方面は地震のみの被害という情報を入手する。
- 当初の学区内のライフラインが途絶える。

#### 17:30以降
- 飴や菓子パンなどといった食料を入手する。
- 石巻市の広報で門脇・南浜町の火災により、日和山方面に避難勧告が出される。

なお、夜まで大きな余震が継続しており、時間が経っても不安な状況は続いた。

### 2日目の出来事

#### 午前
- 雪が積もっていた。
- 被害を免れた職員の自宅から食料を調達し、水道水も確保した。

#### 午後
- 石巻市役所の職員が来校する。
- 津波による被害を免れた保護者や地域の人（主に日和山方面）から様々な支援・差し入れをもらう。

## アクセス
- 東日本旅客鉄道
  - 石巻駅（■仙石線・■■仙石東北ライン・■石巻線）から車で5分・徒歩で10分
- 三陸沿岸道路
  - 石巻河南ICから車で10分

## 学区
- 中央1丁目・2丁目・3丁目
- 中瀬
- 泉町1丁目・2丁目・3丁目・4丁目
- 立町1丁目・2丁目
- 羽黒町1丁目
- 日和が丘1丁目・2丁目・3丁目・4丁目
- 門脇町1丁目・2丁目・3丁目・4丁目・5丁目
- 南浜町1丁目・2丁目・3丁目・4丁目
- 南光町1丁目
- 大手町
- 宜山町
- 雲雀野町1丁目・2丁目
- 潮見町
- 田代浜

基本的にこの区域内に住んでいる家庭から児童は入学する。

## 進学
公立であれば基本的に生徒は石巻中学校に進学する。

## 近辺

### 公共施設
- 石巻市役所
- 石巻市図書館
- 石巻市総合体育館
- 石巻市立病院
- 石巻市保健相談センター

- 東日本旅客鉄道
  - 石巻駅（■仙石線・■■仙石東北ライン・■石巻線）
- 石巻警察署
- 石巻グランドホテル
- 石巻中央公民館
- 石巻旭町郵便局
- 石巻立町郵便局
- 石巻中央一郵便局
- 石巻湊郵便局
- 石巻山下郵便局
- 石巻双葉町郵便局
- 石ノ森萬画館
- 内海橋
- 住吉公園
- 中瀬
- 羽黒山公園
- 日和山（日和山公園）

### 教育施設
- 高等学校
  - 宮城県石巻高等学校
  - 石巻市立桜坂高等学校
- 中学校
  - 石巻市立門脇中学校
- 小学校
  - 石巻市立湊小学校
  - 石巻市立山下小学校

## 歴代校長
2020年10月22日現在、歴代校長は以下の通りである。
- 初代 全先清纓
- 2代 矢吹薫
- 3代 全先清纓
- 4代 山本貞成
- 5代 谷口和敬
- 6代 今福辰雄
- 7代 永田留六郎
- 8代 中山克己
- 9代 堤虎三
- 10代 源基喬
- 11代 錦織玄三郎
- 12代 遠藤儀三郎
- 13代 山本金次郎
- 14代 氏川金三郎
- 15代 伊藤善右衛門
- 16代 小山元之進
- 17代 吉田栄
- 18代 大内順男
- 19代 柴田勝郎
- 20代 小野寺芳雄
- 21代 富沢俊夫
- 22代 斎藤定治
- 23代 杉山峻
- 24代 宇佐美力雄
- 25代 堀籠紀一
- 26代 浜田九重郎
- 27代 阿部秀一
- 28代 伊藤亀久夫
- 29代 鈴木雄三
- 30代 阿部宏
- 31代 長井孝夫
- 32代 阿部英雄
- 33代 福井忠雄
- 34代 阿部和夫
- 35代 遠藤定治
- 36代 庄司邦生
- 37代 加藤精一
- 38代 福原俊幸
- 39代 鈴木則男
- 40代 佐藤文夫
- 41代 亀井清浩
- 42代 川田知宏
- 43代 新井雅行

## その他
1964年10月31日に当小学校校庭で日本プロレスの興行が行われ、ザ・グレート・カブキ（当時のリングネームは高千穂明久〈たかちほ あきひさ〉）が山本小鉄を相手にデビュー戦を戦っている。